# Saw Something/Deeper and Deeper
Saw Something/Deeper and Deeper è un singolo del cantante britannico Dave Gahan, pubblicato il 14 gennaio 2008 come secondo estratto dal secondo album in studio Hourglass.

## Descrizione
La traccia Saw Something è una ballata di rock alternativo e musica elettronica, arricchita dalla chitarra solista di John Frusciante dalla band Red Hot Chili Peppers. La traccia Deeper and Deeper ha un ritmo di tipo drum and bass, con screaming e doppia voce di Dave Gahan. Entrambe le canzoni furono pubblicate il 14 gennaio 2008 come CD, 7" e 12" del doppio lato A, e il 10 dicembre 2007 come download digitale.
Saw Something è stilisticamente simile alla canzone Home (1997) dei Depeche Mode. La traccia è stata usata in Obsessed (2009) e Claustrum (2012).

## Tracce
European CD single
1. "Saw Something" (single version)
2. "Deeper and Deeper" (Shrubbn!! single version)
3. "Love Will Leave" (Das Shadow's rework)
4. "Deeper and Deeper" (Juan MacLean club mix)

European 7-inch picture disc
1. "Saw Something" (single version)
2. "Deeper and Deeper" (Shrubbn!! single version)

European 12-inch single
1. "Saw Something" (single version)
2. "Deeper and Deeper" (Juan MacLean dub)
3. "Deeper and Deeper" (Shrubbn!! single version)
4. "Love Will Leave" (Kap10kurt remix)

Download digitale (10 dicembre 2007)
1. "Saw Something" (single version)
2. "Deeper and Deeper" (Shrubbn!! single version)

## Formazione
Musicisti
- David Gahan – voce
- Andrew Phillpott – chitarre, basso, sintetizzatori, programmazione
- Christian Eigner – batteria, sintetizzatori, drum machine, programmazione
- John Frusciante – chitarra solista (Saw Something)

Produzione
- Dave Gahan - produzione
- Andrew Phillpott - produzione
- Christian Eigner - produzione
- Tony Hoffer - missaggio, ingegnere del suono
- Kurt Uenala - editing, ingegnere del suono
- Ryan Hewitt, Andy Marcinkowski - ingegneri del suono
- Stephen Marcussen - mastering
- Anton Corbijn - fotografie, artwork, design della copertina